# 娜塔莉·萨罗特

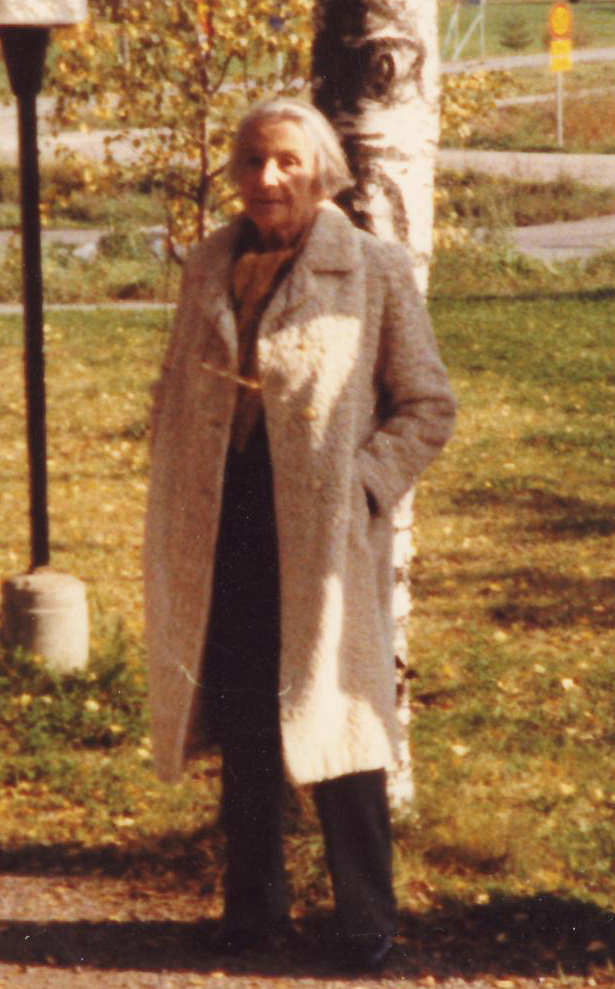
娜塔莉·萨罗特（1983年）

娜塔莉·萨罗特（法語：Nathalie Sarraute，1900年7月18日—1999年10月19日）, 原名娜塔莉（娜塔莎）·切尔尼亚克，生于俄罗斯的伊万诺沃，是一位原籍俄罗斯、但在法国文学领域颇有建树的女性。1956年，随着《怀疑的时代》的出版，她成为了新小说的代表人物之一。

## 生涯
娜塔莉·萨罗特，出生时被称为 Nathalia Ilinitchna Cherniak，出生在莫斯科附近的伊万诺沃，她的家庭是一个已经被同化了的犹太资产阶级家庭，她也因此受到了良好的教育。她的父母在她两岁时离婚。她的母亲带她和她一起去日内瓦定居，之后来到了巴黎，住在第五区。每年，她都会和她的父亲在俄罗斯或瑞士一起待一个月。之后，娜塔莉与她的母亲回到了俄罗斯，她们与她的继父一起住在在圣彼得堡。纳塔莉的父親很清楚他的政治观点而会在俄罗斯遭遇怎样的困境，于是被迫移民，前往巴黎。他在旺夫建立一家染料工厂。小娜塔莉在她父亲和她繼母维拉身边长大，以及之后出生的同父异母的妹妹——伊莲娜。1909年至1917年，娜塔莉萨罗特过的很不好。
她接受了国际化的教育，在找到属于自己的道路之前，她进行了各种研究和学习：她在牛津同时修习英语和历史，之后来到柏林学习社会学，然后回到巴黎学习法律。然后她成为一名律师，并加入巴黎的律师公会。1925年，她同律师雷蒙·萨罗特结婚。她们育有三个孩子：劳德、安妮和多米尼克。
与此同时，萨罗特开阔了20世纪的文学，尤其是在马塞尔·普鲁斯特，詹姆斯·乔伊斯和弗吉尼亚·伍尔夫的影响下，她已经把小说的概念搞混了。1932年，她写下了《向性》开头的几篇文章，其中她分析了自己对细微刺激作出反应时难以察觉的现象：不可定义的运动，迅速滑向意识的极限; 它们是我们的动作，言语，我们所表现出的感受的起源，我们相信通过实验，这些感受是可以被定义的。《向性》于1939年发表，并受让·保罗·萨特和马克斯·雅各布的赞赏。
1940年，萨罗特由于反犹太法被律师公会开除，之后她决定投身于文学。在第二次世界大战期间，她收容了荒诞派戏剧剧作家塞缪尔·贝克特，后者由于参与法国抵抗运动而成为盖世太保搜寻的对象。通过频繁变更居住地和使用伪造文件，她成功地留在了法兰西岛; 为了保护自己的丈夫不被律师公会除名，他们被迫离婚。
1960年，她是121人宣言的签字人之一。
1964年，她凭借作品《金色水果》获得国际作家奖。
在写小说的同时，她应德国电台的邀请开始为剧院写作。1964年，她完成了《沉默》,两年后完成了《谎言》。随后是：《伊思玛》，《很美》，《她在那》《行还是不行》。这些作品很快引起了导演们的兴趣。因此，克劳德·雷利在1970年首演了《伊思玛》，随后是1975年的《很美》，1980年的《她在那》。让·路易·巴洛特于1967年在奥德翁剧院首演了《沉默》和《谎言》，之后雅克·拉萨尔于1993年为作为法兰西喜剧院的第二间剧院的老哥伦比亚剧院的开幕式表演。西蒙尼·本缪萨随后于1984年改编了她的自传体戏剧《童年》，并在巴黎的圆环剧院演出，然后1985年在纽约的演出，标题依旧为《童年》，然后首演了《行还是不行》（本缪萨参与了1985年的世界首演，标题为《没有好的理由》；1986年于法国的圆环剧院首演）。本缪萨还同萨罗特一同导演了电影《娜塔丽·萨罗特》，这部作品由蓬皮杜中心和伽利玛出版社支持，并于1978年的戛纳电影节斩获“法国电影展望奖”。
1999年10月19日萨洛特于巴黎去世，据说当时她正在写一出戏剧的第七部分，她被葬在瓦勒德瓦兹的谢朗斯。

## 文坛沉浮
1956年，萨罗特出版了《怀疑的时代》，这是一篇抵制小说传统惯例的文学论文。她特别描述了伍尔夫，卡夫卡，普鲁斯特，乔伊斯和陀思妥耶夫斯基作品的创新性。于是，她同格里耶，米歇尔·布托尔以及克劳德·西蒙成为新小说潮流的带头人。
萨罗特渴望达到“像血一样悄然无声”，希望揭露“未被说起，不被认可”的事物，包罗天地万象。难道她早已决定朝着“描绘无形”的目标迈进？她善于捕捉他人言论在我们身上激发的“无数小罪”。这些话往往是些琐碎言语，它们的破坏力由于公共场合得以隐藏，俏皮话，礼貌......我们不断表现出来，同时又不断掩饰。
向性是从科学中借用的术语。在萨罗特笔下，她为自己出版的第一部作品取名“向性”，用来表示由于外部刺激而导致的几乎不被察觉的内部反应：老一套的句子以及社会陈规旧俗。当陈词滥调成为语言惯例，人际关系趋于复杂，强烈的情感迸发，甚至趋于极端（自闭，焦虑以及恐慌）。萨罗特将这些反应描述为在他人作用下的本能。由于接连遭到伽利玛出版社和格拉塞出版社的拒绝，《向性》直到十五年之后才进入文学批评界的视野。
1983年，萨罗特出版了《童年》，它重现了二十世纪初移民巴黎的俄罗斯人的生活。萨罗特在书中努力寻找自己性格形成的原因；尤其复现了自己与文字的相遇，阅读的乐趣和自我反省的写作。书以两种语言写成，以作者与他自己的对话的形式呈现，这也使得这本自传不失稳健与严密。

## 子女
克劳德·萨拉特（记者，小说家，女演员）
安妮·萨洛特（导演助理，主编和《文学双周》的撰稿人）
多米尼克·萨罗特（摄影师）

## 文坛生涯

### 小说
- 《陌生人的肖像》，1948年，罗伯特·马林;重新发行于1956年，伽利玛出版社。
- 《马特罗》，1953年5月18日，伽利玛出版社。
- 《天文馆》，1959年5月13日，伽利玛出版社。
- 《金色水果（法语：les fruits d'or）》，1963年，伽利玛出版社。国际文学奖（法语：prix international de littérature）。
- 《生死之间》，1968年4月22日，伽利玛出版社。
- 《你听到了吗？》，1972年1月17日，伽利玛出版社。
- 《傻瓜们说》，1976年9月2日，伽利玛出版社。
- 《话的作用》，1980年2月8日，伽利玛出版社。
- 《童年》，1983，伽利玛出版社。
- 《你不爱自己》，1989，伽利玛出版社。
- 《这儿（法语：Ici（Nathalie Sarraute））》，1995，伽利玛出版社。
- 《全集》，1996，伽利玛出版社，Pléiade图书馆（法语：bibliothèque de la Pléiade）。
- 《公开》，1997年，伽利玛出版社。

### 戏剧
- 《沉默》，之后是《谎言》，1967年，伽利玛出版社。
- 《伊思玛》，之后是《沉默与谎言》，1970年，伽利玛出版社。
- 《剧院》（包含《她在这》），《谎言》，《伊思玛》，《这很美》，1978年10月18日，伽利玛出版社。
- 《行还是不行》，1982年1月25日，伽利玛出版社。

### 随笔
- 《向性》，1939德诺埃尔出版社（法语：éditions denoël）。
- 《怀疑的年龄（法语：L'Ère du soupçon）》，1956年，伽利玛出版社。
- 《向性》，1957，（删除1939年原版的一篇，新增加六篇），午夜出版社（法语：les éditions de minuit）。
- 《保罗·瓦莱里和大象的孩子》，之后是《先驱福楼拜》，1986，伽利玛出版社。
- 《美国信件》，伽利玛出版社。